# 五星体育广播
上海人民广播电台五星体育广播是上海广播电视台旗下的一套已停播的广播频率，由上海五星体育传媒有限公司运营。

## 简介
上海体育广播于2004年8月8日正式开播，是上海当地第一家专业体育频率，以体育休闲和健康类节目为主，全天播音18小时（6:00-24:00），前身是上海电视台体育频道广播部。
2006年3月，上海体育广播改版为“五星体育广播”。2010年，体育广播调整呼号成“上海人民广播电台五星体育广播”。
2025年1月1日0时，频率停播。